# His Prehistoric Past
His Prehistoric Past (br: O passado pré-histórico / pt: O homem pré-histórico) é um filme mudo de curta-metragem estadunidense de 1914, do gênero comédia, produzido por Mack Sennett para os Estúdios Keystone, e escrito, dirigido e protagonizado por Charles Chaplin.

## Sinopse
Na idade da pedra, o Rei Lowbrow governa o reino e tem um harém de mulheres. Quando Weakchin chega a esse reino, ele se apaixona justamente pela sua donzela favorita. Quando o rei luta com Weakchin e cai de um penhasco, todos acreditam que ele morreu, e Weakchin torna-se o novo rei e passa a desfrutar do harém. Mas o Rei Lowbrow, que realmente não morreu, volta, bate com uma pedra na cabeça de Weakchin, e ele desmaia. Quando Charlie acorda, vê que tudo não passou de um sonho, mas tem sua cabeça machucada, desta vez de verdade, pelo porrete de um policial, em razão de ele estar dormindo no banco do parque.

## Elenco
- Charles Chaplin .... Weakchin
- Mack Swain .... Rei Lowbrow
- Gene Marsh .... Sum-Babee
- Fritz Schade .... Sum-Babee
- Cecile Arnold .... mulher da caverna
- Al St. John .... homem da caverna